# Shellshock: Nam '67
Pour les articles homonymes, voir Shellshock.
ShellShock : Nam '67 est un jeu d'action sorti sur PC, PlayStation 2 et Xbox qui vous place en 1967 en plein guerre du Vietnam. Le joueur prend le contrôle des G.I dans une sombre guerre qui les oppose aux Vietcongs. Le jeu est développé par Guerrilla Games et est sorti le 3 septembre 2004.
Il fait suite à Shellshock et précède Shellshock 2: Blood Trails.

## Accueil
- Jeuxvideo.com : 10/20 (PC)[1] - 11/20 (PS2/XB)[2]